# ایتاپیبی
ایتاپیبی (به پرتغالی: Itapebi) یک منطقهٔ مسکونی در برزیل است که در باهیا واقع شده‌است. ایتاپیبی ۱۰٬۲۱۵ نفر جمعیت دارد.